# Funcionalidade online do PlayStation 2

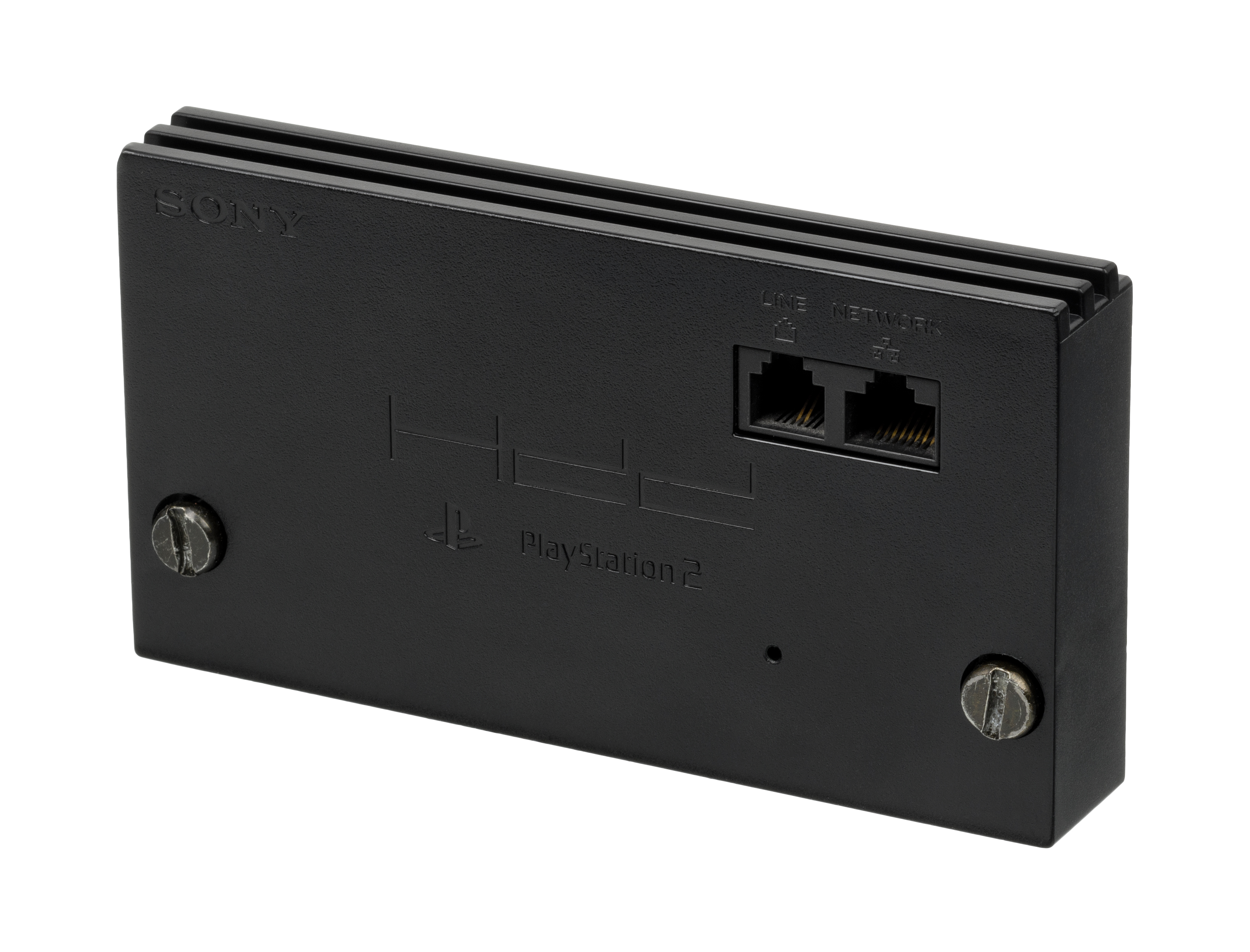
Adaptador de rede do PlayStation 2.

A funcionalidade online do PlayStation 2 refere-se ao suporte para serviços e jogos online para o console PlayStation 2 através do uso de conexão de rede.

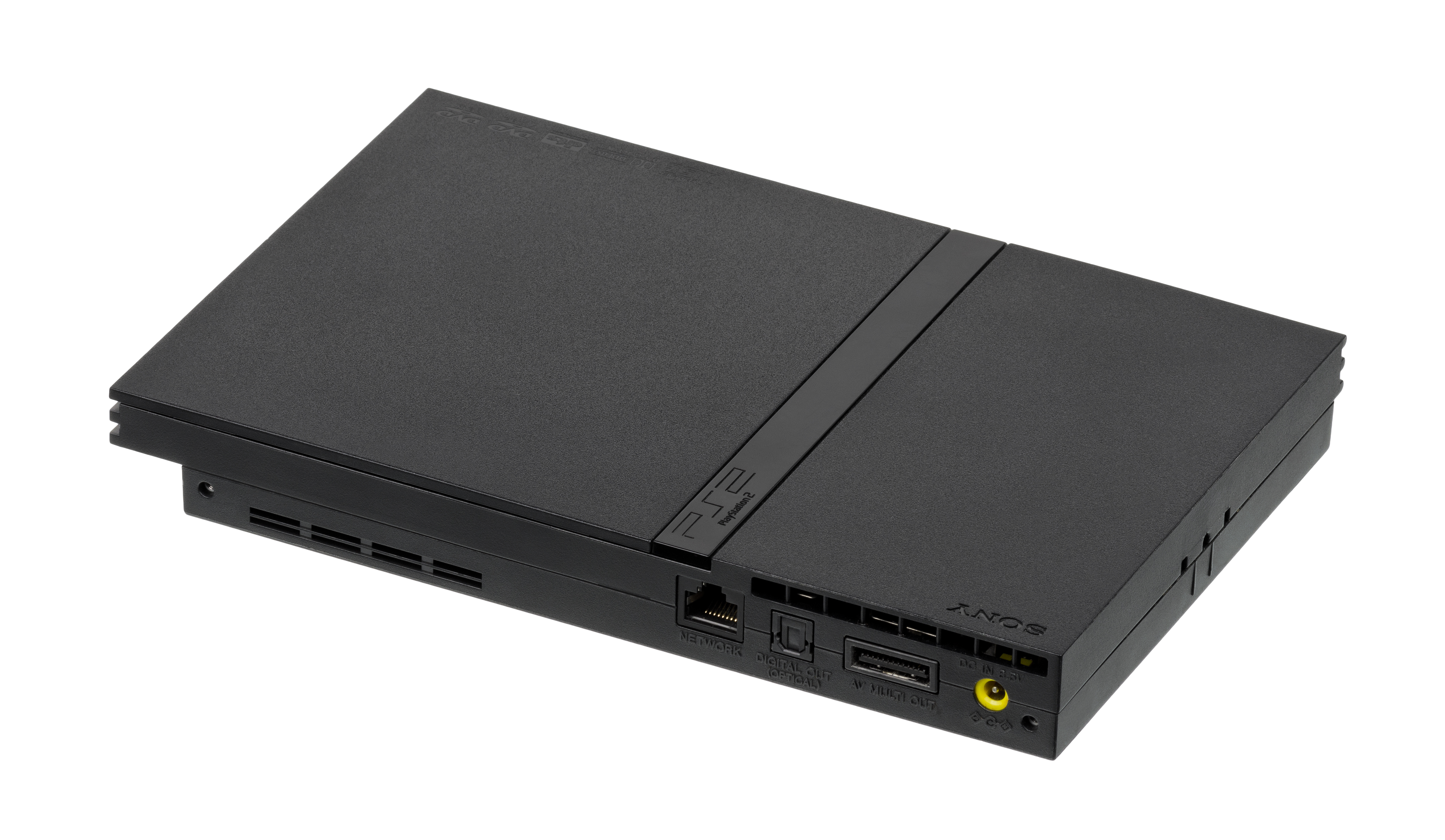
Modelo slim do PlayStation 2 já com conector de rede embutido.

O serviço foi lançado em julho de 2001 no Japão, agosto de 2002 na América do Norte e em junho de 2003 na Europa, no primeiro modelo do console se faz necessário o uso do Network Adaptor, no modelo slim o adaptador já vêm integrado ao console, a funcionalidade era descentralizada, sem uma rede central, entretanto os jogos possuíam uma trava chamada DNAS para se autenticarem pela rede.